# 健和会京町病院
健和会京町病院（けんわかいきょうまちびょういん）は、公益財団法人健和会が福岡県京都郡苅田町京町に設置する病院。

## 概要
1983年(昭和58年)開設。112床を備える療養型病院。
全日本民主医療機関連合会(民医連)に加盟している。

## 診療科
- 内科[3]
- 皮膚科[3]（入院のみ[1]）
- 放射線科[3]
- リハビリテーション科[3]

## 医療機関の認定
(この節の出典)
- 保険医療機関
- 労災保険指定医療機関
- 身体障害者福祉法指定医の配置されている医療機関
- 生活保護法指定医療機関(中国残留邦人等の円滑な帰国の促進並びに永住帰国した中国残留邦人等及び特定配偶者の自立の支援に関する法律(平成6年法律第30号)に基づく指定医療機関を含む。)
- 原子爆弾被害者一般疾病医療取扱医療機関
- 公害医療機関
- 無料低額診療事業実施医療機関

## 交通アクセス
- JR日豊本線「苅田駅」東口より徒歩20分
- 西鉄バス「苅田町役場」または「苅田町役場東口」停留所より徒歩1分

## 関連施設
- 健和会大手町病院 - 北九州市小倉北区大手町
- 戸畑けんわ病院 - 北九州市戸畑区

## 周辺
- 福岡京築農業協同組合 苅田支店
- 苅田町消防本部
- 苅田町立中央公民館